# (65803) Дидим
(65803) Дидим (др.-греч. Δίδυμος) — небольшой быстро вращающийся околоземный астероид из группы аполлонов, который характеризуется вытянутой орбитой, из-за чего в процессе своего движения вокруг Солнца он пересекает не только орбиту Земли, но и Марса. Астероид был открыт 11 апреля 1996 года в рамках проекта по поиску астероидов Spacewatch в обсерватории Китт-Пик и назван в честь древнегреческого музыкального теоретика Дидима Музыканта.

Орбита астероида Дидим и его положение в Солнечной системе

Главной особенностью этого астероида является наличие у него небольшого спутника, получившего временное обозначение S/2003 (65803) 1 и неофициальное название «Didymoon». В 2020 году Международный астрономический союз дал ему официальное название Диморф. Спутник имеет диаметр всего 170 метров и вращается вокруг основного астероида по орбите радиусом 1,1 км с периодом всего в 11,9 часа. Исходя из периода вращения и размеров астероида удалось установить массу и плотность данного тела.
Благодаря своей орбите данный астероид является наиболее легкодоступным объектом для стартующих с Земли космических аппаратов, ведь минимальное изменение скорости, необходимое для перехода с околоземной орбиты на траекторию сближения с этим астероидом составляет всего 5,1 км/с, в то время как даже для достижения Луны требуется скорость 6,0 км/с. Отчасти именно поэтому Диморф стал целью двух зондов миссии «Аида» Европейского космического агентства и НАСА, в ходе которой 26 сентября 2022 года зонд  Light Italian Cubesat Итальянского космического агентства наблюдал, как зонд-ударник DART врезался в Диморф на скорости около 6,5 км/сек. 
Европейский аппарат «Гера» (англ. Hera) отправился к Дидиму через несколько лет после DART. DART был запущен ракетой-носителем Falcon 9 с базы ВВС США Ванденберг в Калифорнии 24 ноября 2021 года, а «Гера» была запущена ракетой-носителем Фалкон-9 из КЦ Кеннеди 7 октября 2024.
Для Земли (65803) Дидим не представляет опасности. На минимальную дистанцию с нашей планетой этот астероид подходил в ноябре 2003 года и пролетел на расстоянии более 7,18 млн км. Более тесное сближение с Землёй состоится лишь в 2123 году и составит 5,9 млн км. Также в 2144 году астероид близко подойдёт к Марсу до расстояния в 4,63 млн км.

## Сближения
| Время            | Расстояние в а. е. | Расстояний до Луны | Небесное тело |
| ---------------- | ------------------ | ------------------ | ------------- |
| 12.11.2003 23:24 | 0,048018           | 18,7               | Земля         |
| 28.02.2042 18:54 | 0,043448           | 16,9               | Марс          |
| 20.10.2062 02:40 | 0,049649           | 19,3               | Земля         |
| 04.11.2123 05:42 | 0,039146           | 15,3               | Земля         |
| 31.07.2144 11:59 | 0,031336           | 12,2               | Марс          |
| 20.04.2166 17:03 | 0,045829           | 17,9               | Марс          |